# Spy vs. Spy
Spy vs. Spy (en español, Espía contra espía) es el título de una tira cómica publicada en la revista MAD desde 1961, creada por Antonio Prohias (refugiado cubano) cuyos personajes son dos espías, uno vestido de negro y uno de blanco, que siempre planean acabar el uno con el otro (en cierto sentido parodiando a la guerra fría). La comedia resulta de los fracasos de los espías cuando sus planes se revelan contra ellos mismos; la tira carece completamente de globos de diálogo, por lo que puede clasificarse perfectamente como humor gráfico. Los personajes se han extendido a series animadas y videojuegos.
Tras el retiro del autor, la tira fue continuada por diversos autores: George Woodbridge, Bob Clarke y Duck Edwing (en 1987), Dave Manak en la década de 1990, y desde 1997 Peter Kuper.

## Historia de la publicación
Prohias fue un prolífico dibujante en Cuba, famoso por su sátira política. Las parodias de Prohías sobre el recién instaurado líder cubano Fidel Castro atrajeron críticas, y ante la pérdida de su trabajo, un posible arresto y amenazas de ejecución, se autoexilió a los Estados Unidos el 1 de mayo de 1960, 3 días antes de que Castro aboliese por completo la libertad de prensa en Cuba. Prohias buscó trabajo en su profesión y viajó a las oficinas de la revista Mad en Nueva York el 12 de julio de 1960. Después de una demostración exitosa de su obra y una caricatura prototipo de Spy vs Spy, Prohias fue contratado.
Prohias completó un total de 241 tiras para la revista Mad, la última de las cuales aparece en la edición N.º 269 (marzo de 1987). Prohías "firmaba" cada tira crípticamente en su primer panel con una secuencia de código Morse cuyos caracteres deletreaban "By Prohías" ("Por Prohías" en inglés).  Durante una entrevista con el diario The Miami Herald en 1983, Prohías reflexionó sobre su carrera, afirmando que: "La venganza más dulce ha sido convertir la acusación de Fidel de que yo era un espía en algo con lo que hacer dinero". Prohías, sin embargo, fue censurado por el editor de la Revista Mad William Gaines en al menos una ocasión: la tira que finalmente apareció en la Revista Mad N.º 84 (enero de 1964), donde se alteró la representación de los espías bebiendo alcohol y fumando (Gaines tuvo una fuerte postura contra el tabaco).
Prohías finalmente se retiró por problemas de salud, y murió a los 77 años el 24 de febrero de 1998. Las tiras continuaron, con el escritor Duck Edwing y el artista Bob Clarke a la cabeza de la mayoría de ellas. A partir del Nº356 de la Revista Mad (abril de 1997), Peter Kuper asumió el puesto de escritor y artista de la tira. Desde entonces, la tira se ha dibujado en color.
El autor ganador del Premio Pulitzer Art Spiegelman señaló que "Conseguir ser publicado es muy importante para un joven dibujante, y de alguna manera tengo que dar las gracias a Antonio Prohías por ayudarme a iniciar mi carrera".

## Personajes
El libro encuadernado The All New Mad Secret File on Spy vs Spy ("El Novedoso Archivo Secreto de Mad sobre Spy vs Spy") proporciona la oportunidad de conocer a fondo los personajes y el punto de vista del Prohías sobre el régimen de Castro y la CIA (que constantemente trataba de derrocar a Castro):

Estás a punto de conocer al espía negro y al espía blanco -los dos espías más MAD ("Locos") de todo el mundo. Sus payasadas son casi tan graciosas como las de la CIA- ... Cuando se trata de intrigas, a estos no hay quien les gane. Son los únicos dos espías conocidos que no tienen el sentido común de salir del frío. Pero se lo pasan bien - principalmente tratando de superarse el uno al otro.

La tira cómica cuenta con los siguientes personajes principales:
- Espía Negro: Es el enemigo del Espía Blanco que siempre quiere arruinarle la vida. Lleva un traje de espía negro con un sombrero con una raya blanca y su arma favorita son las bombas.
- Espía Blanco: Es el enemigo del Espía Negro. A veces tiene planes para eliminarlo y a veces lo investiga para ver lo que planea. Otras veces hace creer que hace una investigación para al final revelar una trampa. Lleva un traje de espía blanco con sombrero con una raya negra y su arma favorita es la dinamita.
- Espía Gris: Aparece en la revista solo esporádicamente y fue mencionada en la serie de animación. Se trata de una mujer espía de color gris, que siempre triunfa sobre los otros dos espías, usando la atracción que sienten por ella como arma para engañarles. Según Prohías, la espía representa la neutralidad que impone un equilibrio entre los otros dos espías.[1] Aparece por primera vez en las tiras cómicas del número 73 de MAD. Prohías deja de utilizarla en sus tiras a partir del número 99, alegando que no se sentía capaz de hacerla sufrir las mismas desgracias que los espías negro y blanco, y que verla ganar siempre era aburrido. No volvió a aparecer hasta que Bob Clarke y Duck Edwing relevaron a Prohías en su trabajo en la tira.

En las tiras también ha habido otros personajes secundarios, de los cuales los más comunes son los líderes de las naciones de los espías negro y blanco, dos dictadores fornidos y condecorados que castigan a sus respectivos subordinados por sus fracasos.

## Apariciones en otros medios
Aparte de las tiras cómicas de la revista MAD, el concepto de Spy vs. Spy se ha presentado en los siguientes medios:
- Varios segmentos animados en los episodios del programa de televisión MADtv de FOX, así como todos los episodios de la serie de animación MAD de Cartoon Network. Algunos segmentos en la serie de Cartoon están reciclados de la de FOX.
- Una serie de 39 tiras cómicas para periódico, encargadas por la empresa Tribune Media Services y lanzadas en 2002. Estas tiras fueron escritas y dibujadas por Duck Edwing y Dave Manak.
- Una serie de 14 tiras cómicas titulada Spy vs Spy JR, publicada en la revista Mad Kids del 2005 al 2009. Están protagonizadas por versiones infantiles de los tres espías, que se gastan bromas inofensivas los unos a los otros.
- Un juego de mesa, de la empresa Milton Bradley.
- Diversos videojuegos desde 1984, para Amstrad CPC, Commodore 64, NES, SEGA Megadrive, Sony PS2, XBOX, Game Boy, iPhone y Android.
- Comerciales de televisión para Toyota, Pepsi, Universal Channel y Mountain Dew.[2]
- Un cameo en la serie Family Guy, exactamente en el tercer episodio de la temporada 8 "Espías más o menos como nosotros"